# Nyugat-Poroszország
Nyugat-Poroszország egy történelmi német tartomány.

## Történelem
A terület egykor a Német Lovagrendhez, majd annak veresége után, a thorni béke (1466) értelmében Lengyelországhoz került. Lengyelország első felosztásakor, 1772-ben a Porosz Királyság része lett. Az így létrejött terület magában foglalta Kis-Pomerániát és Kurlandot is.
A Német Császárságban 1910-ben végrehajtott népszámlálás adatai szerint akkori területén a lakosság 65%-a német, 28%-a lengyel és 7%-a kasub volt.
A német lakosságot a második világháború végén részben elűzték, részben kitelepítették.

## Közigazgatás
Székhelye létrejöttétől Danzig volt. Létrehozásától 1939-ig két körzetre (Regierungsbezirk) tagolódott, ezek Danzig és Marienwerder körzetek, 1939 után a tartományt Reichsgau Danzig-Westpreußen néven szervezték újjá (ekkor került vissza a tartomány közigazgatásába az eddig önálló Danzig város), illetve  egy harmadik körzet is kialakításra került Regierungsbezirk Bromberg néven, az átszervezés a Lengyelországtól elnyert területi gyarapodásra támaszkodott, Bromberg és Wirsitz (Wyrzysk) járások (Landkreis) a korábbi Posen tartományból, Rippin (Rypin) és Leipe (Lipno) járások pedig lengyel fennhatóság alól kerültek vissza.
Ma területe túlnyomórészt Lengyelországhoz tartozik.